# Blieve loepe
Blieve loepe is het tweede mini-album van Rowwen Hèze. Het werd op cd en mini-lp uitgebracht door HKM op 10 februari 1990.
Op de hoes van het album is ook nog de tweede optionele bandnaam "Los Limbos" te zien; deze naam haalde het uiteindelijk niet, waarna de band definitief verderging onder zijn huidige naam.

## Singles
Van dit album werden twee nummers uitgebracht als single, beide alleen op 7"-single. Dit waren op 15 januari 1990 'n Man en 'n vrouw en op 10 februari, tegelijk met het verschijnen van het album, Limburg.

## Nummers
| Nr. | Titel                                   | Schrijver(s)                           | Duur |
| --- | --------------------------------------- | -------------------------------------- | ---- |
| 1.  | Limburg                                 | Jack Poels                             | 3:07 |
| 2.  | Tuba (Traditioneel)                     | Jack Poels                             | 3:21 |
| 3.  | 'n Man & 'n vrouw (Du Rhum, Des Femmes) | Gary Wicknam, Soldat Louis, Jack Poels | 2:58 |
| 4.  | Bertje                                  | Jack Poels                             | 2:19 |
| 5.  | Dansen                                  | Jack Poels                             | 3:23 |
| 6.  | Blieve Loepe                            | Jack Poels                             | 4:31 |

## Heruitgave
In juni 2020 werd het album opnieuw uitgebracht op roodkleurig vinyl. Het behaalde daarmee ook voor het eerst een notering in de Album Top 100 (één week op nummer 81).